# Ovada
Cet article possède un paronyme, voir Ovata.
Ovada est une commune de la province d'Alexandrie dans le Piémont en Italie.

## Événement récurrent
- Le 4 octobre, chaque année depuis 2006, on attribue une Récompense Testimone di Pace (it), avec trois sections différentes : générale, information, scolaire [2] ; s'y rattache aussi le prix Rachel Corrie :

| Année | Vainqueur du Prix général                                                   | Vainqueur section Information                                                                                 | Vainqueur section Scolaire                               | Prix spécial Rachel Corrie                                                  |
| ----- | --------------------------------------------------------------------------- | --- | -------------------------------------------------------- | --------------------------------------------------------------------------- |
| 2007  | Communauté San Josè d'Apartadò, Colombie                                    | "Scuola della Speranza" d'Enzo Nucci (Naples, 2 juillet 1957) et de Claudio Rubino, siège de la RAI à Nairobi | Classe 5ªC Liceo "Rambaldi Valeriani", Imola             | Jeff Halper, "ICAHD" (Israeli Committee Against House Demolitions)          |
| 2008  | Padre Fabrizio Valletti (Rome, 1938)                                        | Rosaria Capacchione (Naples, 16 février 1960), journaliste d’Il Mattino de Naples                             | Istituto Tecnico Geometri "Pier Luigi Nervi", Alexandrie | Najo Adzovic,(Titograd, 1969) projet Savorengo Ker : la maison de tous      |
| 2009  | Salvatore Cancemi (Mazara del Vallo, 1956)                                  | Ristretti Orizzonti, revue de la maison d'arrêt de Padoue                                                     | Istituto Superiore Statale "G.Falcone", Bergame          | Istituto "Toschi", Parme                                                    |
| 2010  | Les tisseuses de Riace et la ville de Caulonia                              | Riccardo Orioles, (Milazzo, 22 décembre 1949) journaliste italien                                             | Istituto "Virgilio", Pouzzoles                           | Vittorio Arrigoni (Besana in Brianza, 4 février 1975 – Gaza, 15 avril 2011) |
| 2011  | Shachman Akbulatov (Kazakhstan, 1961)                                       | Libera Informazione                                                                                           | L'IPSSIA "A. Odero", Gênes                               |                                                                             |
| 2012  | Bruno Pesce e Romana Blasotti (3 mars 1929)                                 | Farid Adly, (Bengasi-Libye, 1947) journaliste libyen                                                          | Liceo Scienze e Musicali "Sebastiano Satta", Nuoro       |                                                                             |
| 2013  | Associazione di volontariato Jerry Essan Masslo di Castel Volturno (CE)     | Sergio Nazzaro, (Uster-Suisse), (13 novembre 1973)                                                            |                                                          |                                                                             |
| 2014  | Don Walter Fiocchi, (Carpineti, 5 mars 1950) - (Alexandrie, 6 juillet 2014) | |                                                          |                                                                             |

## Administration
| Période                                  | Période  | Identité            | Étiquette | Qualité |
| ---------------------------------------- | -------- | ------------------- | --------- | ------- |
| 14 juin 2004                             | En cours | Andrea Luigi Oddone |           |         |
| Les données manquantes sont à compléter. |          |                     |           |         |

### Hameaux
Costa, Gnocchetto, Grillano, San Lorenzo

### Communes limitrophes
Belforte Monferrato, Cremolino, Molare, Rocca Grimalda, Rossiglione, Silvano d'Orba, Tagliolo Monferrato, Trisobbio

## Édifices notables
L'un des édifices le plus grand de la ville est l'Église Notre-Dame de l'Assomption d'Ovada

## Galerie de photos

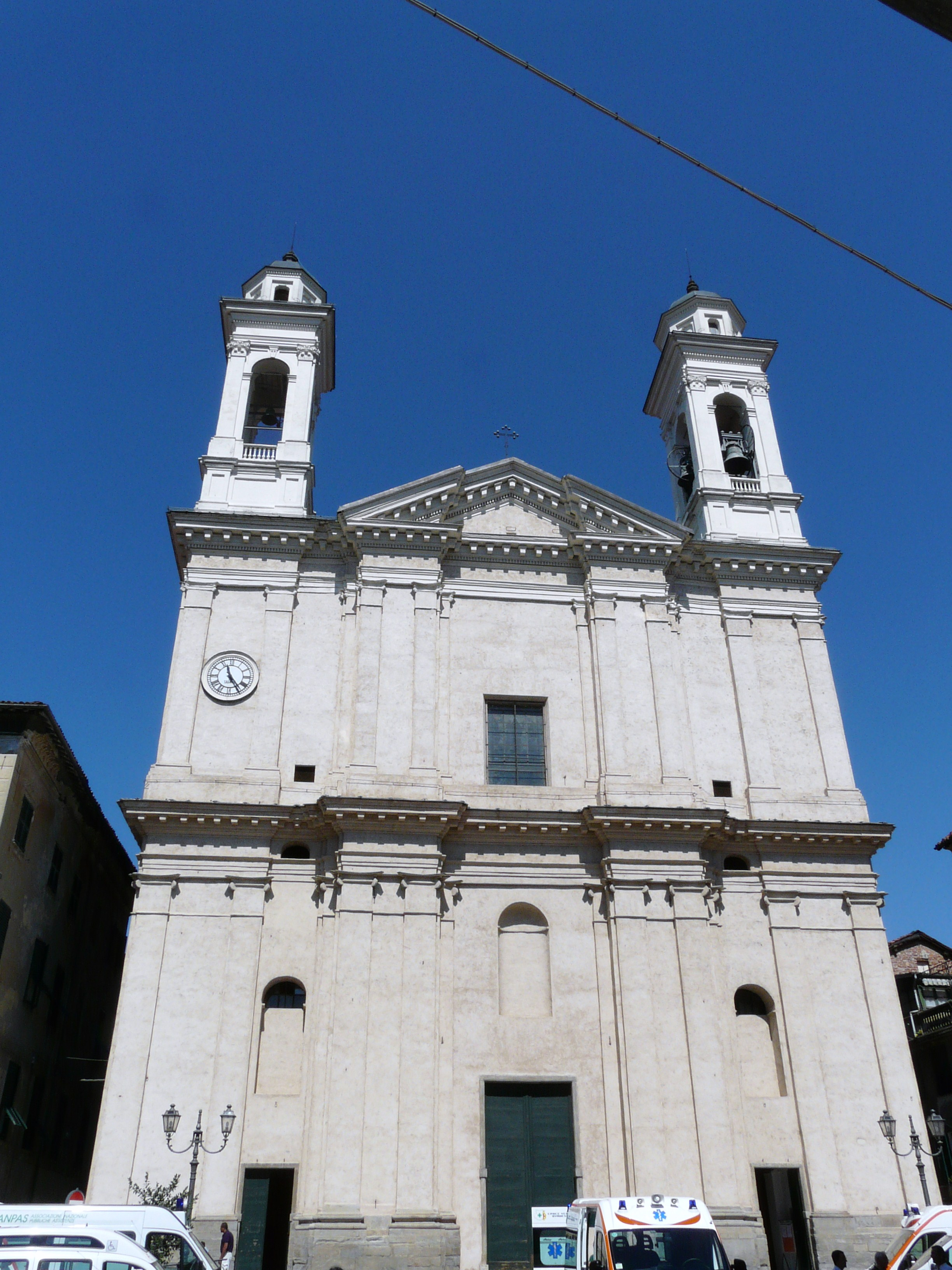
Église Notre-Dame de l'Assomption d'Ovada